# Leonard Howell
Leonard "Gong" Percival Howell (ur. 16 czerwca 1898, zm. 25 lutego 1981) – jeden z pierwszych głosicieli ruchu Rastafari, zwany "Pierwszym Rasta".
Urodzony w May Crawle River na Jamajce, jeszcze jako młodzieniec wyjechał z kraju i powrócił w 1932. Trzy lata po koronacji Haile Selassie w 1930, uznał go za jedynego władcę czarnych. Za te nauki został skazany na 2 lata więzienia, a ich popularność rosła.
Leonard Howell zmarł w Kingston na Jamajce.